# Zelena Dibrova, Novomîkolaiivka
Zelena Dibrova (în ucraineană Зелена Діброва) este un sat în comuna Terseanka din raionul Novomîkolaiivka, regiunea Zaporijjea, Ucraina.

## Demografie
Componența lingvistică a localității Zelena Dibrova
     Ucraineană (94,23%)
     Rusă (3,85%)
Conform recensământului din 2001, majoritatea populației localității Zelena Dibrova era vorbitoare de ucraineană (94,23%), existând în minoritate și vorbitori de rusă (3,85%).